# Samsung Focus S
De Samsung Focus S is een smartphone van Zuid-Koreaans bedrijf Samsung. De telefoon draait op het besturingssysteem Windows Phone 7.5. De Focus S is de verbeterde versie van de Samsung Focus Flash. Ze maken net als de originele Samsung Focus deel uit van de Focus-reeks.
De voorkant van het toestel bestaat uit het scherm en de drie bekende WP7-knoppen, van links naar rechts: de terugknop, de home-knop en de zoekknop. De Samsung Focus heeft een Super-amoled-touchscreen van 4,3 duim en een resolutie van 480 bij 800 pixels. Op de achterkant is er een 8 megapixel-cameralens en een flitser te vinden. Aan de bovenkant zit een 3,5mm-hoofdtelefoonaansluiting en aan de onderkant bevindt zich een microUSB-poort. Aan de linkerkant zit de volumeregelaar en aan de rechterkant bevinden zich de aan/uit/stand-byknop en de cameraknop.
Het toestel biedt ondersteuning voor wifi, bluetooth 2.1, 3G én LTE, of 4G, dat voor een snellere internetverbinding moet zorgen.